# 乌克兰爱国者
乌克兰爱国者 （羅馬化：Patriot Ukrainy），乌克兰2005年至2014年间的一个极端民族主义组织。该组织被认为具有种族主义和極右意识形态。
“乌克兰爱国者”是“社会民族大会”的核心成员与准军事部门，“社会民族大会”是由多个新納粹主義组织或团体组成的联盟，两者的领导人均为安德烈·比列茨基。“乌克兰爱国者”和“社会民族大会”都曾对少数族裔及其政治对手实施政治暴力。

## 前身
乌克兰爱国者的历史可以追溯到1996年6月10日在利沃夫注册成立的乌克兰武装部队和海军援助协会“乌克兰爱国者”（羅馬化：Tovarystvo Spryyannya Zbroynym sylam ta Viysʹkovo-Morsʹkomu flotu Ukrayiny "Patriot Ukrayiny"），该组织在利沃夫注册为社區組織，注册号为375。1998至1999年间，因为协会的哈尔科夫分会倾向于亲俄泛斯拉夫主义意识形态，而且该分会把组织徽章比作纳粹标志并改变标志外观，被乌克兰爱国者领导层拒绝承认分会地位。
1999年12月12日，乌克兰爱国者第一次代表大会在利沃夫举行，被乌克兰社会民族党（SNPU）正式接纳为其准军事青年派。12月12日当晚，约1500名社会民族党成员和乌克兰爱国者在利沃夫市举行了火炬游行。乌克兰爱国者的第一任领导人是安德烈·帕魯比，他在任期间火炬游行成为该组织的传统和标志。该组织成立时，帕鲁比正因涉嫌于1997年11月7日在利沃夫袭击共产主义示威者而受到审判而声名狼藉，他与示威者发生冲突的画面在乌克兰主要电视频道均有播放。不过该审判因一拖再拖，最终超过诉讼时效而被驳回。大会前夕，乌克兰爱国者成员曾录制发行宣传乌克兰民族主义的专辑《OURS!》（НАШІ!），专辑伴奏出自“Dyvni”乐队，封面为身着制服的乌克兰爱国者成员。
2004年2月14日，乌克兰社会民族党第九次代表大会决定改组为全烏克蘭聯盟「自由」党，并选举奥列格·佳格尼博克为其领导人。为组建为符合议会政治的政党，吸引更广泛的选民基础，自由党放弃原本的“狼之钩”党徽，解散乌克兰爱国者组织。新党徽“自由三叉戟”由乌克兰的国旗色黄色、蓝色构成，形象为三叉手势。尽管自由党仍然是一个激进的民族主义政党，但其仍因此而获益，在2010年乌克兰地方选举中的三个西部区获胜，并在2012年乌克兰议会选举赢得了10.5%的全国选票，在最高拉达建立了自己的议会派系。
乌克兰爱国者停止活动后，其位于日托米尔的分支机构仍在运行，后改组为“海达马克”组织。另外，哈尔科夫的分支机构尽管没有注册但也拒绝解散。

## 2005年重建后

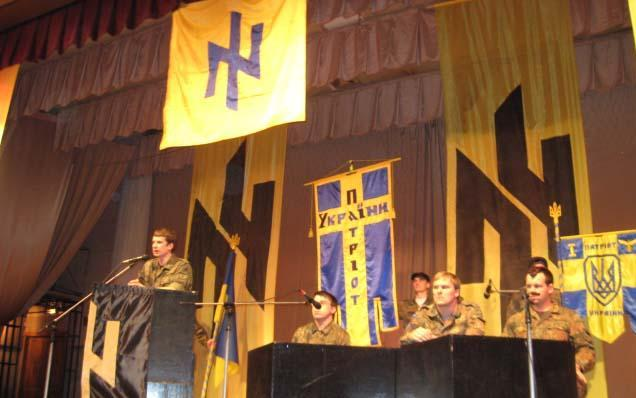
安德烈·比列茨基于2008年4月12日在哈尔科夫举行的乌克兰爱国者第二次代表大会上发表讲话

2005年，乌克兰爱国者开始在哈尔科夫筹划重建为一个独立的政治组织，随后于 2006年1月17日在地方当局登记为社區組織，登记号为1057。乌克兰爱国者将自己定义为“乌克兰社会民族主义运动的革命先锋”。该组织继续使用最初由乌克兰社会民族党使用的“狼之钩”符号，唯一的区别是符号的颜色略有改变。
2006年3月9日，乌克兰爱国者成员阻止哈尔科夫地区和城市当局接近塔拉斯·舍甫琴科纪念碑，以抗议给予俄语作为哈尔科夫第二官方语言的地位。自2006年9月17日起，乌克兰爱国者成员都在哈尔科夫州卡拉奇夫卡的基辅罗斯时期顿涅茨克定居点遗址举行一年一度的夜间庆祝活动。2006年11月18日，该组织第一次全国代表大会在哈尔科夫召开，宣布基辅为该组织的第二个地区中心，并授以地区旗帜。至2008年4月12日该组织的第二届全乌克兰代表大会上，第八个地区中心波尔塔瓦的分支机构获得授旗，而且大会上还宣布准备在切尔尼戈夫成立第九个地区中心。同一天，经过乌克兰爱国者的倡议，在塔拉斯·舍甫琴科全乌克兰社会“启蒙会”组织哈尔科夫地区的场地内举行了一场“乌克兰新右派”意识形态会议，参会的有“乌克兰替代者”（Українська Альтернатива）切尔尼戈夫的代表，克里米亚哥萨克社区的领导人，以及乌克兰国家工党基辅和哈尔科夫的代表等，他们讨论了乌克兰和世界右翼运动的现状和前景。根据会议的结果，与会者同意共同开展社会政治活动。
2007年，该组织正式声明终止与乌克兰社会民族党的直系后裔自由党的关系。2008年10月，乌克兰“新右派”和“旧右翼”之间出现决裂。10月18日，在基辅新右派游行期间，发生了与警方的大规模冲突，导致147名乌克兰“新右派”被拘留，22名执法人员因多处受伤住院，游行队伍中的8名参与者被提起刑事诉讼，其中许多人因抗拒执法人员而受到处以1至10天的行政逮捕。多个传统的民族主义组织对游行者的行为进行了谴责。2008年11月8日，多个新右派组织在基辅举行领导人会议，决定在社会民族主义识形态的基础上团结起来，创建统一的社会民族主义力量“社会民族大会”，在组织上联合“乌克兰爱国者”、“里德”（НД «РіД»）、“乌克兰替代者”（ЧПР «Українська Альтернатива»）和“西奇”（ГО «СіЧ»）四个社会民族主义组织，并与乌克兰国家工党、圣安德鲁哥萨克小屋、“清醒的基辅”建立了联盟关系。乌克兰爱国者的领导人安德烈·比列茨基兼任“社会民族大会”的领导人。

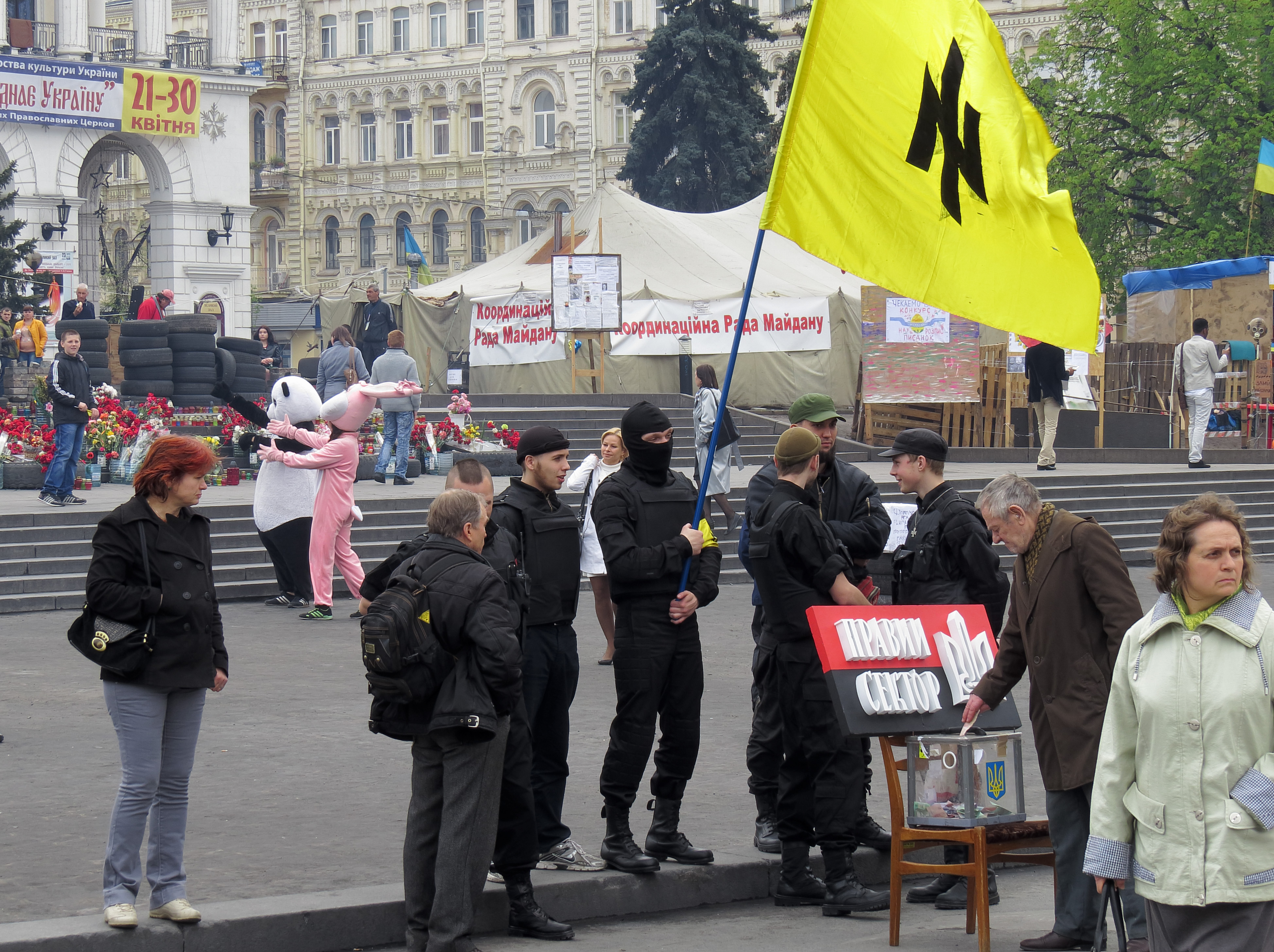
“乌克兰爱国者”成员参加“右区”活动

2011年8月，乌克兰爱国者的三名成员因涉嫌企图在乌克兰独立日庆祝活动期间引爆自制炸弹炸毁哈尔科夫的弗拉基米尔·列宁的雕像而被乌克兰国家安全局逮捕。乌克兰爱国者多名成员在企图谋杀比列茨基后被捕并被控谋杀未遂。2013年，安德烈·比列茨基、维塔利·克尼亚日茨基（Віталій Княжицький）和伊戈尔·米哈伊连科曾因企图谋杀记者谢尔盖·科列斯尼克在哈尔科夫法院出庭。奥列格·奥德诺罗任科被乌克兰爱国者成员指控组织殴打卡连捷夫斯父子和记者阿列盖·科尔涅夫。2013年11月，在基辅欧洲广场运动等的大规模抗议活动中，“乌克兰爱国者”组织部分成员加入了右翼激进组织“右区”，“乌克兰爱国者”的主要思想家奥列格·奥德诺罗任科加入了该组织的政治委员会。2014年1月11日，2011年被捕的三名成员被以恐怖主义罪名被判处6年有期徒刑。不过随着2014年2月反对派上台的到来，被关押的乌克兰爱国者组织罪犯均被特赦和释放。
2014年3月11日，克里米亚自治共和国最高委员会因威胁到克里米亚居民生命和安全而禁止“右区”及其民族主义分支（包括“乌克兰爱国者”）以及自由党在其境内的活动。2014年3月14日至15日晚上，“乌克兰爱国者”的激进分子向哈尔科夫的亲俄武装抗议者开火。冲突最初爆发与哈尔科夫的自由广场，不明武装人员袭击了在自由广场活动的亲俄人士，而后经过短暂追逐后冲突中心转移到Rymarskaya大街18号“乌克兰爱国者”和“右区”东部组织的总部大楼，双方使用各类枪支和自制燃烧瓶进行攻击，至少造成两人死亡，五人受伤，伤亡者均为亲俄抗议者和警察。接近15日午夜时，冲突被抵达冲突现场的警方平息。被软禁多日的市长根纳季·克尔涅斯抵达枪战现场，与“乌克兰爱国者”领导人安德烈·比列茨基进行交谈，州长伊戈尔·巴卢塔、市检察官叶夫根尼·波波维奇和地区内政部负责人阿纳托利·德米特里耶夫等也参加了会谈。最终“乌克兰爱国者”一方同意投降并交出武器，在市检察官和市长的担任下乘专用巴士撤离。经内政部副部长谢尔盖·雅罗沃伊说，有40人因此次枪战被哈尔科夫当局拘留。
2014年春天，为响应乌克兰人民代表奥列格·利亚什科针对乌克兰东南部的抗议活动的倡议，“乌克兰爱国者”领导层创建志愿民兵部队“亚速营”来维护亚速地区的公共秩序。亚速营的主要成员是“乌克兰爱国者”和“社会民族大会”的积极分子，2014年5月5日正式组建，其成员与乌克兰内政部签订合同后成为特殊任务巡逻警察。安德烈·比列茨基任亚速营指挥官，“乌克兰爱国者”和“右区”瓦西尔科夫斯基的负责人弗拉基米尔·什帕拉被任命为亚速营第一连连长，“乌克兰爱国者”和“社会民族大会”的思想顾问奥列格·奥德诺罗任科任负责训练工作的副营长，“社会民族大会”新闻处的负责人伊戈尔·莫西丘克任负责公共关系的副营长，“社会民族大会”基辅组织负责人伊戈尔·克里沃鲁奇科等也加入了该营。
在2014年10月26日的乌克兰议会选举中，比列茨基以独立候选人身份通过33.75%的得票率获得基辅奧博隆區在最高拉达的席位。2014年10月31日，“乌克兰爱国者”成员、亚速营副指挥官瓦季姆·特罗扬被任命为基辅州警察局长（首都基辅市并不受该州管辖）。
2014年12月10日，比列茨基接受采访时宣布，“乌克兰爱国者”作为政治组织已经因战争局势而暂停活动，骨干成员主要融入了亚速营内，在其他志愿营也有分布。

## 象征物

狼之钩徽章，代表“国家理念”
替代标志，由组织名的西里尔首字母“П”和“У”组成
“三叉戟符号”，带有尖头底座，其与乌克兰传统民族主义组织使用的带有圆形底座的“国家三叉戟”有所不同